# Iraanse qiran
De Iraanse qiran was een munteenheid van Iran tussen 1825 en 1932. Het was onderverdeeld in 20 shahi of 1000 dinar en was een tiende van een toman waard. De Iraanse rial verving de Iraanse qiran in 1932 tegen pari, hoewel deze werd verdeeld in honderd (nieuwe) dinars. Ondanks dat de Iraanse qiran geen officiële denominatie meer is, wordt de term nog steeds veel gebruikt door Iraniërs.

## Waarde
Van 1874 tot 1895 daalde de waarde van de Iraanse qiran met de helft ten opzichte van het pond sterling, van 1 Iraanse qiran gelijk aan 9,6d. tot 4,8d. (50 qirans voor £1 stg), die vervolgens die waarde de daaropvolgende jaren behield.
In 1930 werd het gekoppeld aan het pond sterling op 59,75 qiran = £1 stg, hoewel er een gereguleerde parallelle markt bestond waar de prijs van het pond veel hoger was dan het eerder genoemde wettelijke tarief.

## Munten
Tot 1876 werden zilveren munten geslagen in coupures van ⅛, ¼, ½ en 1 qiran. Een gefreesde munt werd in 1876 geïntroduceerd, met coupures van 12, 25, 50, 100 en 200 dinar, ¼, ½, 1, 2 en 5 qiran. Gouden munten en bankbiljetten werden gedenomineerd in toman.